# Ignacio Colombini
Ignacio Colombini (Salto, Provincia de Buenos Aires, Argentina, 12 de mayo de 1992) es un futbolista argentino. Juega como delantero y su equipo actual es el  C.D. Olimpia de la Primera División de Honduras.

## Trayectoria
Se inició como jugador de fútbol en el equipo Compañía General de Salto, continuando las inferiores en Racing Club. Debutó a los 17 años (el 2 de febrero de 2010) en la derrota de Racing contra Colón por 1-2. En agosto de 2013, fue traspasado al Miramar Misiones de Uruguay, donde a pesar del descenso de su equipo, participó en 11 partidos, marcando 2 goles.
A principios de 2014, fichó por Compañía General, donde compartía equipo con su hermano Nicolás. Completó una temporada en el Club Almagro con el cual ascendió de categoría. Jugó en el Quilmes Atlético Club, Club Almirante Brown de Isidro Casanova y en el Club Atlético Atlanta. Pasó por Sol de América de Paraguay y los últimos colores que defendió fueron los de Defensor Sporting de la Primera División de Uruguay. En febrero de 2021 firmó nuevamente contrato con Atlanta, equipo que lo recibió con los brazos abiertos luego de su gran pasar por el club, para disputar la temporada 2021. 
En diciembre del mismo año se incorpora a Almirante Brown, para encarar el nuevo torneo 2022 de la Primera Nacional. En el segundo semestre de 2022, es anunciado como nuevo jugador de Audax Italiano.
Fichó el 1 de julio de 2024, en condición de libre, por el Club Deportivo Olimpia, de la Liga Nacional (Honduras).
Debutó contra Genesis entrando de cambio, Colombini no pudo marcar, el marcador final finalizaria 3-0 para Olimpia, en su segundo partido contra Club Atlético Independiente (Panamá) por Copa Centroamericana, entraría de cambio por Jerry Begston en el minuto 65, convirtiendo en el minuto 78 para el 2-0.

## Estadísticas
Actualizado al 9 de agosto de 2024

| Club                                                                       | Div.          | Temporada     | Liga  | Liga  | Copas Nacionales | Copas Nacionales | Copas Internacionales | Copas Internacionales | Total | Total | Media |
| Club                                                                       | Div.          | Temporada     | Part. | Goles | Part.            | Goles            | Part.                 | Goles                 | Part. | Goles | Media |
| -------------------------------------------------------------------------- | ------------- | ------------- | ----- | ----- | ---------------- | ---------------- | --------------------- | --------------------- | ----- | ----- | ----- |
| Racing Club Argentina                                                      | 1.ª           | 2009-10       | 1     | 0     | 0                | 0                | —                     | —                     | 1     | 0     | 0     |
| Racing Club Argentina                                                      | 1.ª           | 2010-11       | 2     | 0     | 0                | 0                | —                     | —                     | 2     | 0     | 0     |
| Racing Club Argentina                                                      | 1.ª           | 2011-12       | 0     | 0     | 0                | 0                | —                     | —                     | 0     | 0     | 0     |
| Racing Club Argentina                                                      | 1.ª           | 2012-13       | 2     | 0     | 0                | 0                | —                     | —                     | 2     | 0     | 0     |
| Racing Club Argentina                                                      | Total         | Total         | 5     | 0     | 0                | 0                | 0                     | 0                     | 5     | 0     | 0     |
| Defensor Sporting · Uruguay                                                | 1.ª           | 2013-14       | 11    | 2     | 0                | 0                | —                     | —                     | 11    | 2     | 0.18  |
| Defensor Sporting · Uruguay                                                | Total         | Total         | 11    | 2     | 0                | 0                | 0                     | 0                     | 11    | 2     | 0.18  |
| Almagro Argentina                                                          | 3.ª           | 2014-15       | 31    | 1     | 0                | 0                | —                     | —                     | 29    | 1     | 0.03  |
| Almagro Argentina                                                          | Total         | Total         | 29    | 1     | 0                | 0                | 0                     | 0                     | 29    | 1     | 0.03  |
| Quilmes Argentina                                                          | 1.ª           | 2016          | 8     | 0     | —                | —                | —                     | —                     | 8     | 0     | 0     |
| Quilmes Argentina                                                          | Total         | Total         | 8     | 0     | 0                | 0                | 0                     | 0                     | 8     | 0     | 0     |
| Almirante Brown Argentina                                                  | 3.ª           | 2016-17       | 30    | 9     | 0                | 0                | —                     | —                     | 30    | 9     | 0.3   |
| Almirante Brown Argentina                                                  | 3.ª           | 2017-18       | 35    | 9     | 0                | 0                | —                     | —                     | 35    | 9     | 0.26  |
| Atlanta Argentina                                                          | 3.ª           | 2018-19       | 34    | 17    | 0                | 0                | —                     | —                     | 34    | 7     | 0.21  |
| Sol de América Paraguay                                                    | 1.ª           | 2019          | 17    | 4     | 0                | 0                | —                     | —                     | 17    | 4     | 0.24  |
| Sol de América Paraguay                                                    | Total         | Total         | 17    | 4     | 0                | 0                | 0                     | 0                     | 17    | 4     | 0.24  |
| Defensor Sporting · Uruguay                                                | 1.ª           | 2020          | 13    | 2     | 0                | 0                | —                     | —                     | 13    | 2     | 0.15  |
| Defensor Sporting · Uruguay                                                | Total         | Total         | 13    | 2     | 0                | 0                | 0                     | 0                     | 13    | 2     | 0.15  |
| Atlanta Argentina                                                          | 2.ª           | 2021          | 31    | 10    | 1                | 0                | —                     | —                     | 32    | 10    | 0.31  |
| Atlanta Argentina                                                          | Total         | Total         | 65    | 17    | 1                | 0                | 0                     | 0                     | 66    | 17    | 0.26  |
| Almirante Brown Argentina                                                  | 2.ª           | 2022          | 19    | 5     | 1                | 0                | —                     | —                     | 20    | 5     | 0.25  |
| Almirante Brown Argentina                                                  | Total         | Total         | 84    | 23    | 1                | 0                | 0                     | 0                     | 85    | 23    | 0.27  |
| Audax Italiano · Chile                                                     | 1.ª           | 2022          | 7     | 1     | —                | —                | —                     | —                     | 7     | 1     | 0.14  |
| Audax Italiano · Chile                                                     | Total         | Total         | 7     | 1     | 0                | 0                | 0                     | 0                     | 7     | 1     | 0.14  |
| Ferro Argentina                                                            | 2.ª           | 2023          | 21    | 4     | —                | —                | —                     | —                     | 21    | 4     | 0.19  |
| Ferro Argentina                                                            | Total         | Total         | 21    | 4     | 0                | 0                | 0                     | 0                     | 21    | 4     | 0.19  |
| Olimpia Honduras                                                           | 1.ª           | 2024          | 2     | 0     | 0                | 0                | 2                     | 1                     | 4     | 1     | 0.25  |
| Olimpia Honduras                                                           | Total         | Total         | 2     | 0     | 0                | 0                | 2                     | 1                     | 4     | 1     | 0.25  |
| Total carrera                                                              | Total carrera | Total carrera | 302   | 54    | 2                | 0                | 2                     | 1                     | 306   | 55    | 0.18  |
| (1) La copa nacional se refiere a la Copa Argentina y Supercopa Argentina. |               |               |       |       |                  |                  |                       |                       |       |       |       |